# Andrej Trefilov
Andrej Viktorovitsj Trefilov (Russisch: Андрей Викторович Трефилов) (Kirovo-Tsjepetsk, 31 augustus 1969) is een Sovjet-Russisch ijshockeyer.
Trefilov won tijdens de Olympische Winterspelen 1992 de gouden medaille met het Gezamenlijk team. Op de Olympische Winterspelen 1998 won hij zilver met Rusland.
Trefilov speelde ook voor verschillende teams in de NHL.